# Alfred Marshall
Alfred Marshall (26 tháng 7 năm 1842 - 13 tháng 7 năm 1924) là một nhà kinh tế học người Anh. Cuốn sách của ông có tựa đề Principles of Economics (Các quy luật của kinh tế học) xuất bản năm 1890, là một trong những cuốn sách giáo khoa kinh tế có tầm ảnh hưởng nhất ở Anh trong nhiều năm. Cuốn sách đã đưa các ý tưởng về cung và cầu, độ thỏa dụng biên và chi phí sản xuất thành một khối tổng thể. Ông được coi là một trong những nhà sáng lập kinh tế học.